# Президентские выборы на Кипре (1978)
Президентские выборы на Кипре планировались к проведению в феврале 1978 года. Однако 8 января Вассос Лиссаридес как возможный кандидат от Движения за социал-демократию объявил о том, что не будет выдвигать свою кандидатуру на выборах. В результате временный президент Спирос Киприану, занявший свой пост после смерти Макариоса III в августе 1977 года, был объявлен президентом в январе 1978 года без проведения выборов как единственный кандидат.